# Thanh truyền

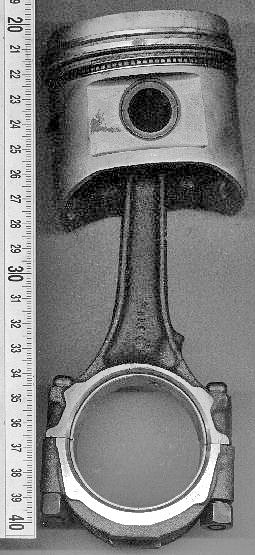
Thanh truyền và piston

Thanh truyền (tiếng Anh: connecting rod), hay còn gọi là biên, tay biên, tay dên (từ tiếng Pháp: bielle), là một bộ phận của động cơ piston, có nhiệm vụ kết nối piston với trục khuỷu. Thanh truyền kết hợp cùng với tay quay (khuỷu) biến đổi chuyển động tịnh tiến của piston thành chuyển động quay của trục khuỷu. Thanh truyền chịu lực nén và lực kéo từ piston và quay ở hai đầu.
Tiền thân của thanh truyền là cơ cấu liên hợp cơ học dùng trong các cối xay nước. Cơ cấu liên hợp này biến đổi chuyển động quay của bánh xe nước thành chuyển động tịnh tiến. Thanh truyền được dùng chủ yếu trong các động cơ đốt trong hoặc động cơ hơi nước.

## Nguồn gốc

Mô hình cưa xẻ đá Hierapolis vào thời La Mã Cổ Đại. Đây là loại máy móc sử dụng hệ cơ học thanh truyền – tay quay cổ xưa nhất.

## Động cơ đốt trong

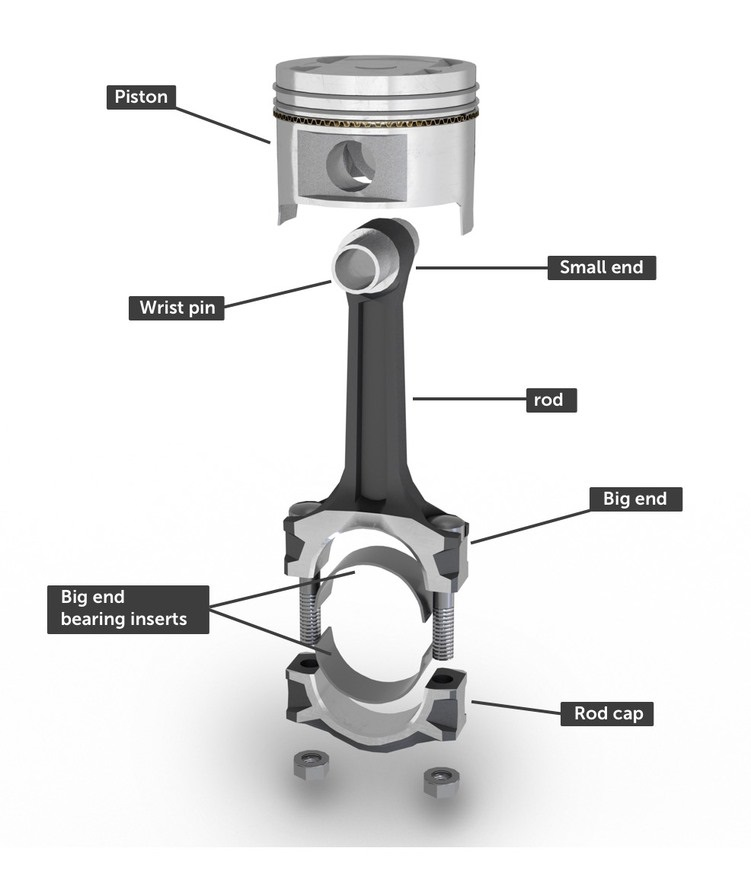
Thanh truyền (màu đậm) sử dụng trong động cơ đốt trong. Đầu nhỏ thanh truyền (trên) nối với chốt piston; đầu to thanh truyền (dưới) được gắn với bạc lót cổ trục khuỷu.

### Vật liệu

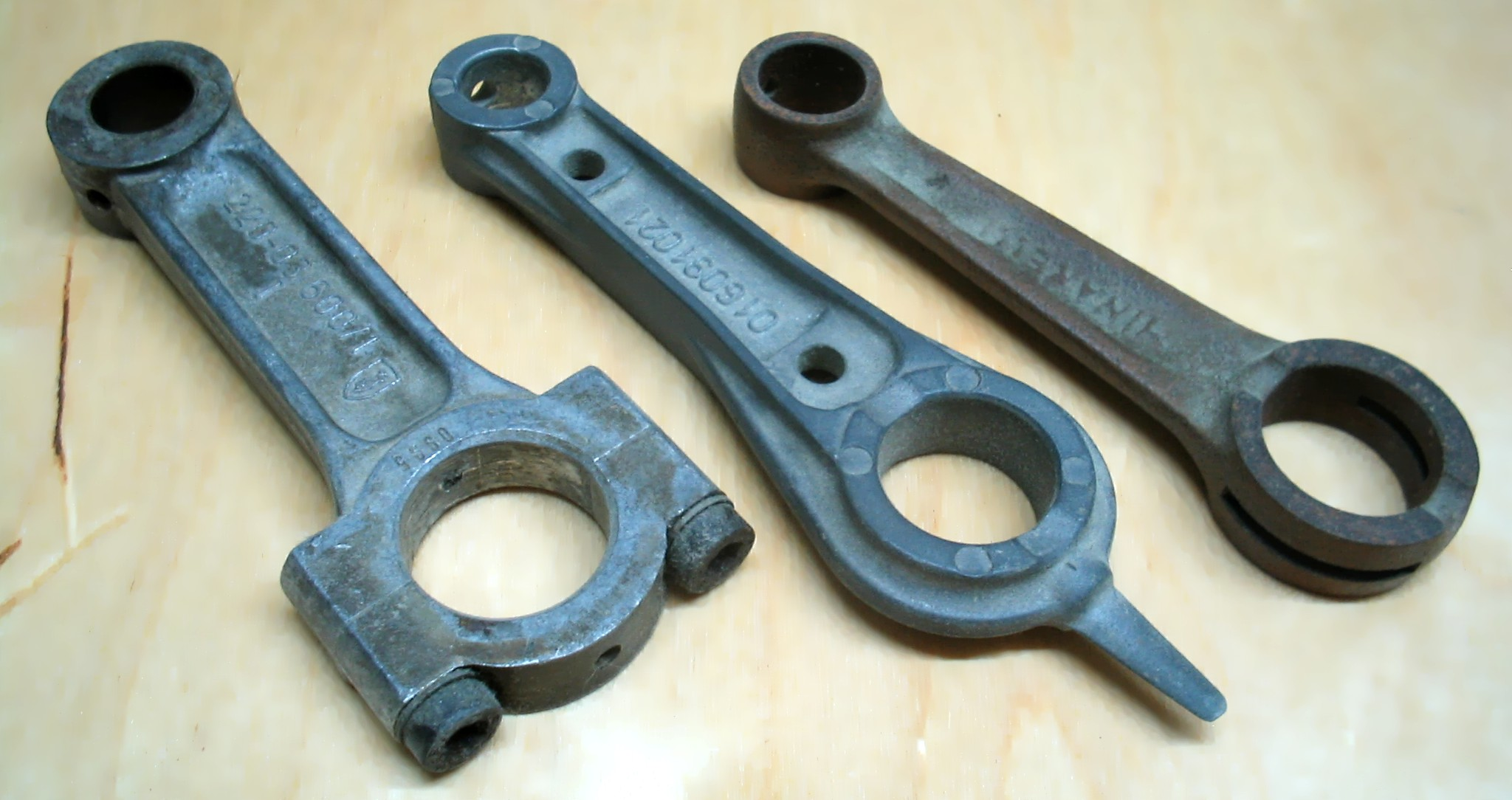
Thanh truyền bằng nhôm có đầu tách rời và bạc lót cổ trục (trái). Thanh truyền nhôm có lỗ châm dầu bôi trơn (giữa). Thanh truyền bằng thép (phải).

### Những vấn đề khi sử dụng

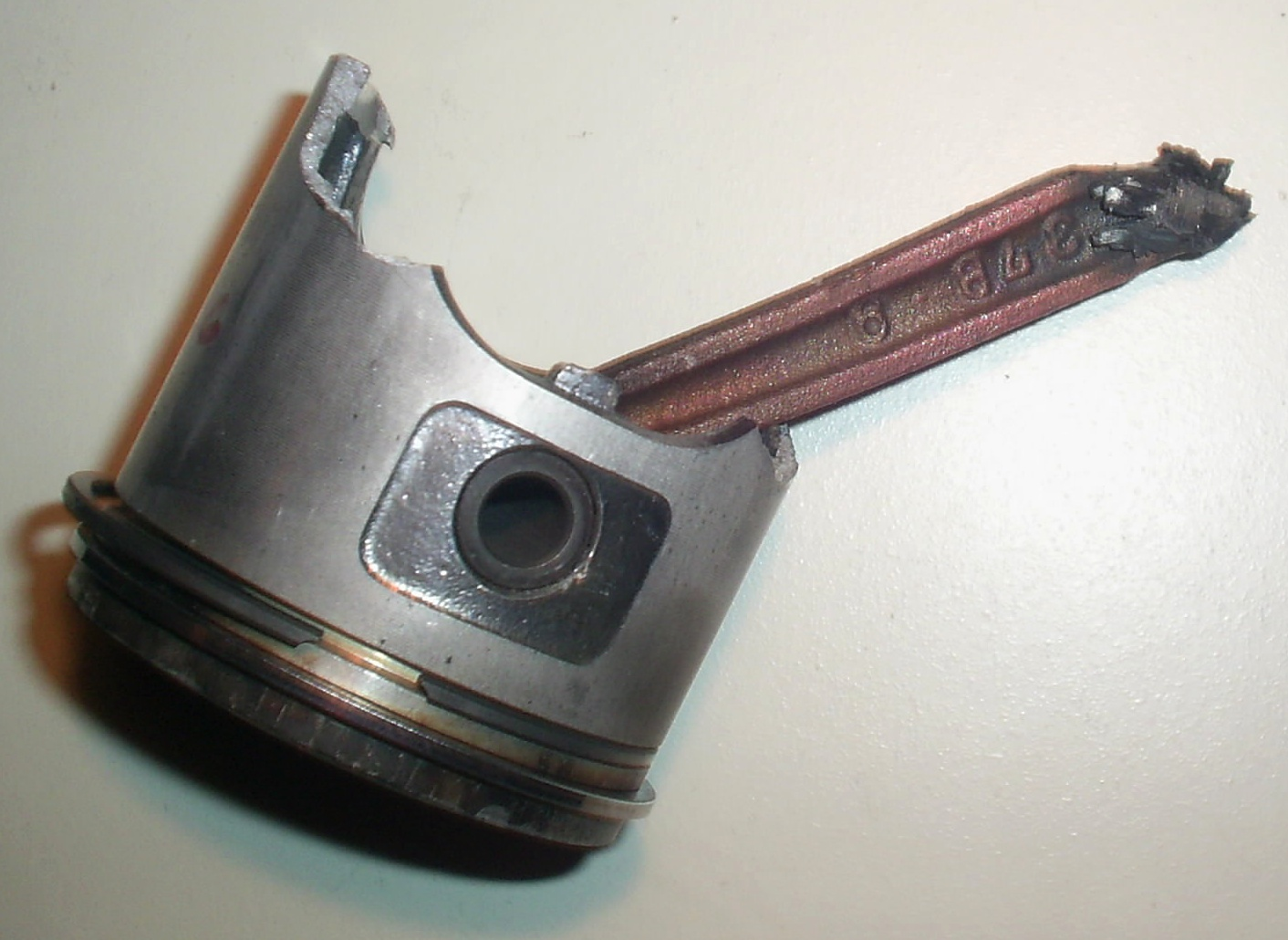
Thanh truyền (màu đỏ) bị gãy

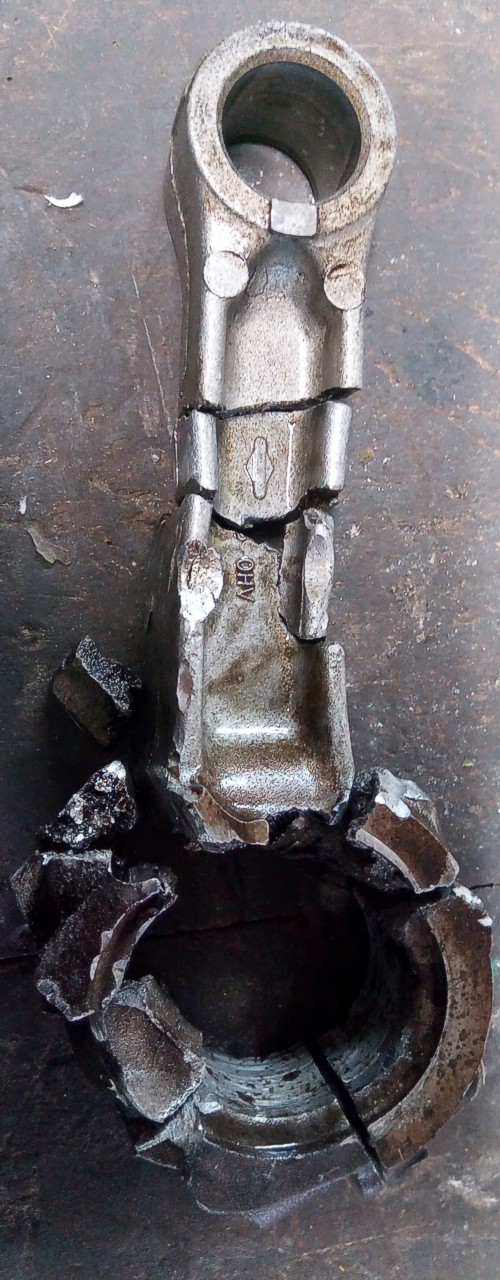
Thanh truyền này ban đầu bị gãy mỏi, sau đó tiếp tục bị phá hủy do tác động lực của trục khuỷu

### Thanh truyền chính–phụ

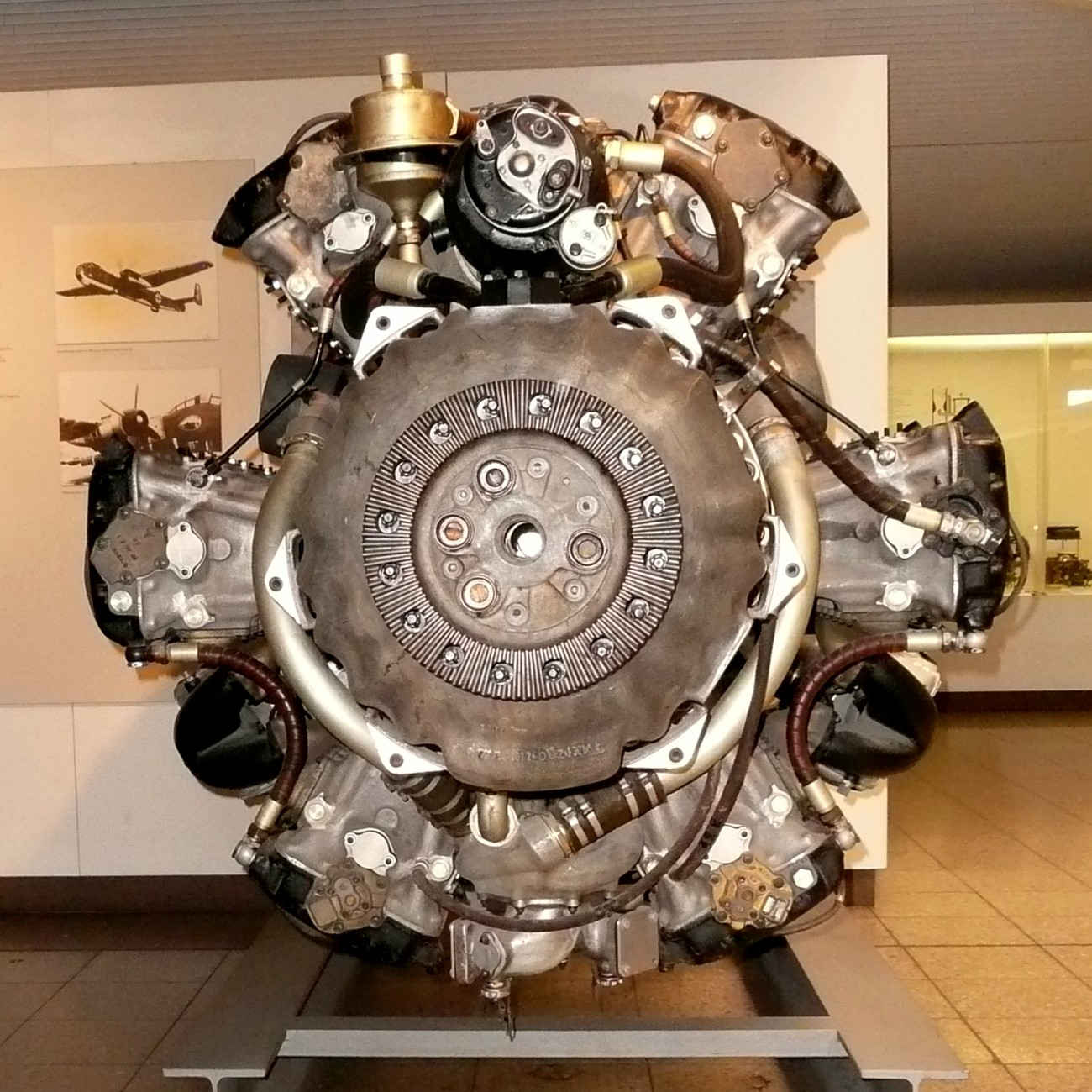
Động cơ Junkers Jumo 222 có cấu tạo gồm 24 xi lanh

### Thanh truyền hình nạng

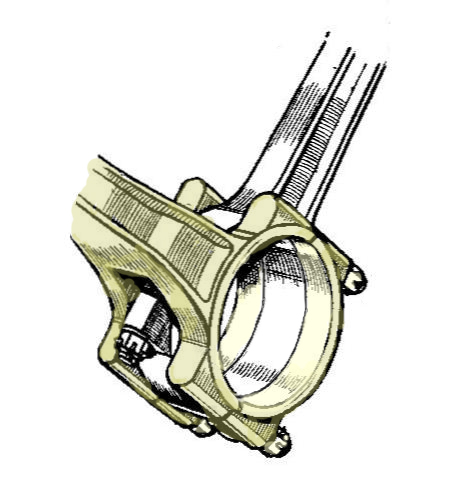
Hệ thống thanh truyền hình nạng